# Rogeria scandens
Rogeria scandens är en myrart som först beskrevs av Mann 1922.  Rogeria scandens ingår i släktet Rogeria och familjen myror. Inga underarter finns listade i Catalogue of Life.